# Campagna di Namsos
Tra aprile e i primi di maggio del 1940, la città di Namsos e l'area circostante, in Norvegia, furono lo scenario di pesanti combattimenti tra britannici, francesi e norvegesi, e i tedeschi, che avevano appena invaso il paese scandinavo.
Uno sbarco delle truppe alleate, dopo un iniziale successo, fu fermato dai nazisti, che li costrinsero a reimbarcarsi.
Fu uno dei primi scontri tra i tedeschi e le forze anglo-francesi.

## L'invasione tedesca
In un attacco a sorpresa all'alba del 9 aprile 1940 la Germania lanciò l'operazione Weserübung, e la Norvegia venne improvvisamente attaccata dai tedeschi. L'Esercito norvegese aveva all'attivo solo qualche battaglione nel nord del paese, come precauzione in caso di un'invasione sovietica.
Narvik, Trondheim, Oslo, Bergen e le altre maggiori città norvegesi furono colte di sorpresa dall'attacco tedesco e subito occupate.

### Piani Alleati per il contrattacco
I Primi Ministri britannico e francese furono d'accordo nel dover riprendere Trondheim, riunirsi con i norvegesi e bloccare l'avanzata tedesca verso nord. Questo avrebbe permesso agli Alleati di interdire i rifornimenti di ferro tedeschi.
Alla latitudine di Trondheim, la Norvegia si restringe rendendo più facile bloccare l'avanzata tedesca rispetto ad altre posizioni più a sud. Per aggirare gli Alleati i tedeschi avrebbero dovuto sconfinare in Svezia, entrando in guerra con essa e portandola dalla parte Alleata.
L'ammiraglio in pensione Sir Roger Keyes, membro del Parlamento inglese, ripetutamente chiese a Churchill di riprendere Trondheim con le loro navi da battaglia, anche quelle obsolete se necessario, e si era pure offerto di guidare l'attacco.
Infine venne pianificato di inviare le navi da battaglia a forzare il fiordo di Trondheim e rendere inoffensive le batterie costiere norvegesi, catturate dai tedeschi. In seguito, uno sbarco anfibio avrebbe ripreso anche la città con una manovra a tenaglia. Gli ufficiali responsabili delle decisioni furono Sir Dudley Pound, Sir Edmund Ironside e Sir Cyril Newall.
Tuttavia venne deciso di ridurre la forzatura del fiordo ad una dimostrazione, con la maggior parte della forza concentrata nello sbarco anfibio. Questa decisione eliminò l'uso delle basi aeree norvegesi da parte della RAF. In questo modo la flotta britannica avrebbe dovuto affrontare la flotta tedesca e la Luftwaffe, senza supporto aereo.
Namsos, cittadina di 3 615 persone, fu scelta come luogo per lo sbarco nord delle truppe Alleate. Il porto e la zona marittima è libera dal ghiaccio per tutto l'anno e il porto è ideale per attraccare piccole navi da trasporto truppe e rifornimenti.

## Lo sbarco alleato
L'incrociatore HMS Glasgow del capitano Frank Pegram, assieme all'incrociatore HMS Sheffield e dieci cacciatorpediniere, sbarcarono una piccola forza di Royal Marines a Namsos, il 14 aprile. Questa forza d'assalto era guidata dal capitano Edds e si posizionò nelle colline fuori paese. Durante gli sbarchi nessun aereo Alleato poté dare supporto alle truppe di terra e di mare che furono bersagliate dall'aviazione tedesca.
Il generale de Wiart decise così di far sbarcare il resto delle truppe più a nord, presso Lillesjona, a Nesna. Appena un'ora dopo l'inizio dello sbarco giunsero i bombardieri tedeschi; i cacciatorpediniere che trasportavano i soldati furono richiamati immediatamente anche se con ancora truppe da sbarco a bordo. L'HMS Afridi, Nubian, Matabele, Mashona e Sikh ritornarono a Namsos con 36 ufficiali, 1 208 soldati e il generale de Wiart. Nonostante fossero stati attaccati ripetutamente durante il viaggio, giunsero incolumi a Namsos, alle 09:00 di mattina del 16 aprile.

### La riva sud

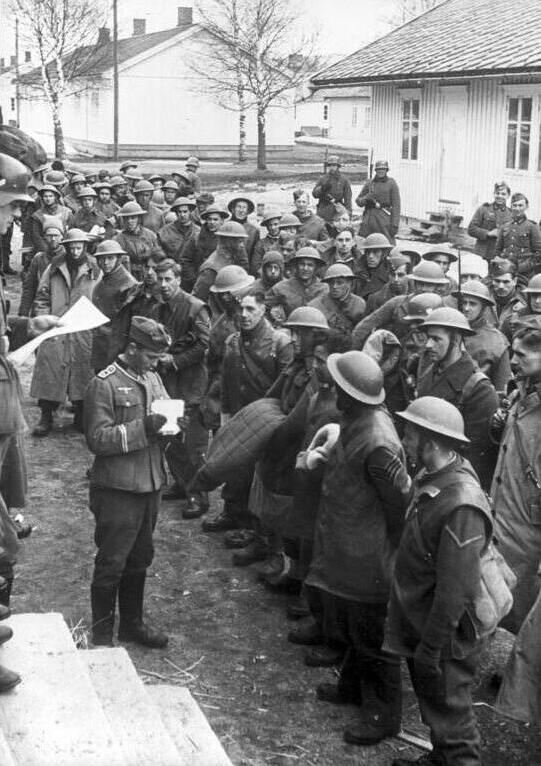
Prigionieri britannici a Trondheim nell'aprile 1940

Sfruttando l'incapacità tedesca di individuare le truppe appena sbarcate, de Wiart organizzò un quartier generale a Namsos ed inviò truppe a prendere il ponte sul Namsosfjord, il fiordo di Namsos, attraversato da una delle due strade che portano a sud; altre truppe furono inviate a prendere il paesino di Bangsund, ancora più a sud. Inviò trecento uomini lungo la strada che portava verso Grong dove incontrarono delle truppe norvegesi del colonnello Ole Getz. Alcuni uomini furono mandati a sud di Bangsund nel tentativo di raggiungere il fiordo di Trondheim.
Il generale britannico capì subito che più velocemente inviava le sue truppe a sud, più possibilità c'erano di prendere Trondheim ai tedeschi. La priorità era di raggiungere Steinkjer, dove le due strade dirette a sud si incrociavano.
Nel frattempo, l'ammiraglio Layton decise che portare i suoi cacciatorpediniere a Namsos era troppo pericoloso. Inviò quindi truppe e rifornimenti nella nave da trasporto polacca SS Chrobry. Dato che la maggior parte delle restanti truppe a Lillesjona erano a bordo della RMS Empress of Australia, venne perso molto tempo nel cambio di nave e la Chrobry, assieme all'HMS Vanoc, giunse a Namsos appena prima dell'alba del 17 aprile. Nella fretta di ritirarsi prima dell'arrivo dei bombardieri tedeschi, i soldati sbarcarono senza la maggior parte del loro equipaggiamento.
Per tutta la battaglia, de Wiart non era a conoscenza che l'attacco diretto a Trondheimsfjord era fallito e non era stato messo a conoscenza di ciò che accadde nel resto della Norvegia.

### L'arrivo dei francesi
Due battaglioni delle Truppe Alpine francesi sbarcarono il 19 aprile, durante un attacco aereo tedesco. Uno dei trasporti del convoglio era troppo lungo per entrare nel porto e tornò nel Regno Unito senza scaricare la maggior parte dei rifornimenti, lasciando i francesi senza spalline per gli sci e senza i muli che avrebbero dovuto utilizzare come mezzi di trasporto. I soldati attesero a Namsos che cessasse l'attacco aereo contro cui non avevano alcuna protezione. L'incrociatore Emile Bertin venne danneggiato mentre sbarcava le truppe che aveva a bordo, che non subirono perdite, e venne rimpiazzato dal Montcalm. In totale, 6 000 soldati francesi sbarcarono a Namsos.
A causa della mancanza di rifornimenti i francesi non furono impiegati in combattimenti, tranne alla fine della campagna mentre gli Alleati si preparavano all'evacuazione.

## Scontro a sud

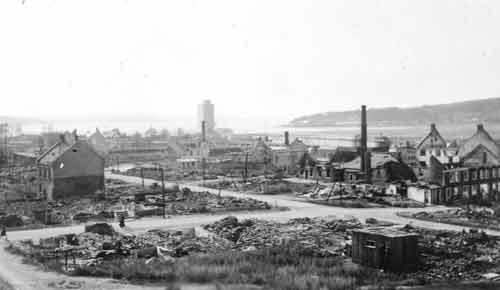
Steinkjer dopo essere stata bombardata

Entro il 21 aprile, le forze britanniche erano avanzate rapidamente verso sud fino al borgo di Verdal, dove le due strade e la ferrovia attraversano il fiume Inna, qualche chilometro nell'entroterra rispetto al fiordo di Trondheim. Verdal era a metà strada tra la città e Namsos. Gli inglesi individuarono una cannoniera tedesca, due pescherecci armati e un cacciatorpediniere nel fiordo, in grado di far sbarcare truppe dietro la loro linea da dove avrebbero potuto attaccarli senza che i britannici potessero rispondere al fuoco.
Quando de Wiart sbarcò a Namsos, il 15 aprile, i tedeschi avevano circa 1 800 soldati a Trondheim. L'aver catturato poi il campo d'aviazione di Værnes permise loro di far giungere ulteriori truppe e, entro il 18 aprile, di dispiegare 3 500 uomini che divennero 5 000 il giorno seguente. I tedeschi, in generale, erano ben equipaggiati ma privi di artiglieria da campo. Alcuni tedeschi vennero inviati a Hegra, dove una forza improvvisata di 251 norvegesi stava tenendo una vecchia fortezza di confine. Iniziarono così ad avanzare lungo il fiordo, inviando in avanscoperta delle pattuglie e raggiungendo Verdal il 16 aprile.
Il ponte di Verdal era difeso da 80 soldati norvegesi, armati con fucili Krag-Jørgensen e mitragliatrici pesanti Colt M/29. Quando i tedeschi attaccarono il mattino del 21 aprile, i norvegesi erano aiutati da un gruppo di Royal Engineers britannici (soldati del genio militare inglese). Per un'ora e mezza respinsero i tedeschi; in seguito, questi ultimi iniziarono a sbarcare uomini dietro le linee Alleate e, per paura di essere accerchiati, inglesi e norvegesi ripiegarono.
Nella battaglia che seguì, i tedeschi erano avvantaggiati dall'equipaggiamento migliore e dal supporto aeronavale. Gli Alleati riuscirono a contenere il primo attacco e attorno al villaggio di Vist scoppiarono pesanti combattimenti. Inizialmente i tedeschi vennero fermati ma usando gli sci nella neve profonda riuscirono ad aggirare i britannici attaccando poi dalle retrovie.
La Luftwaffe attaccò e distrusse la base avanzata britannica di Steinkjer, il 21 aprile, causando la perdita di molti rifornimenti e distruggendo 242 case, lasciando 1 800 norvegesi senza abitazione. L'80% della cittadina venne distrutta senza perdite di vite umane.

### Attacchi aerei

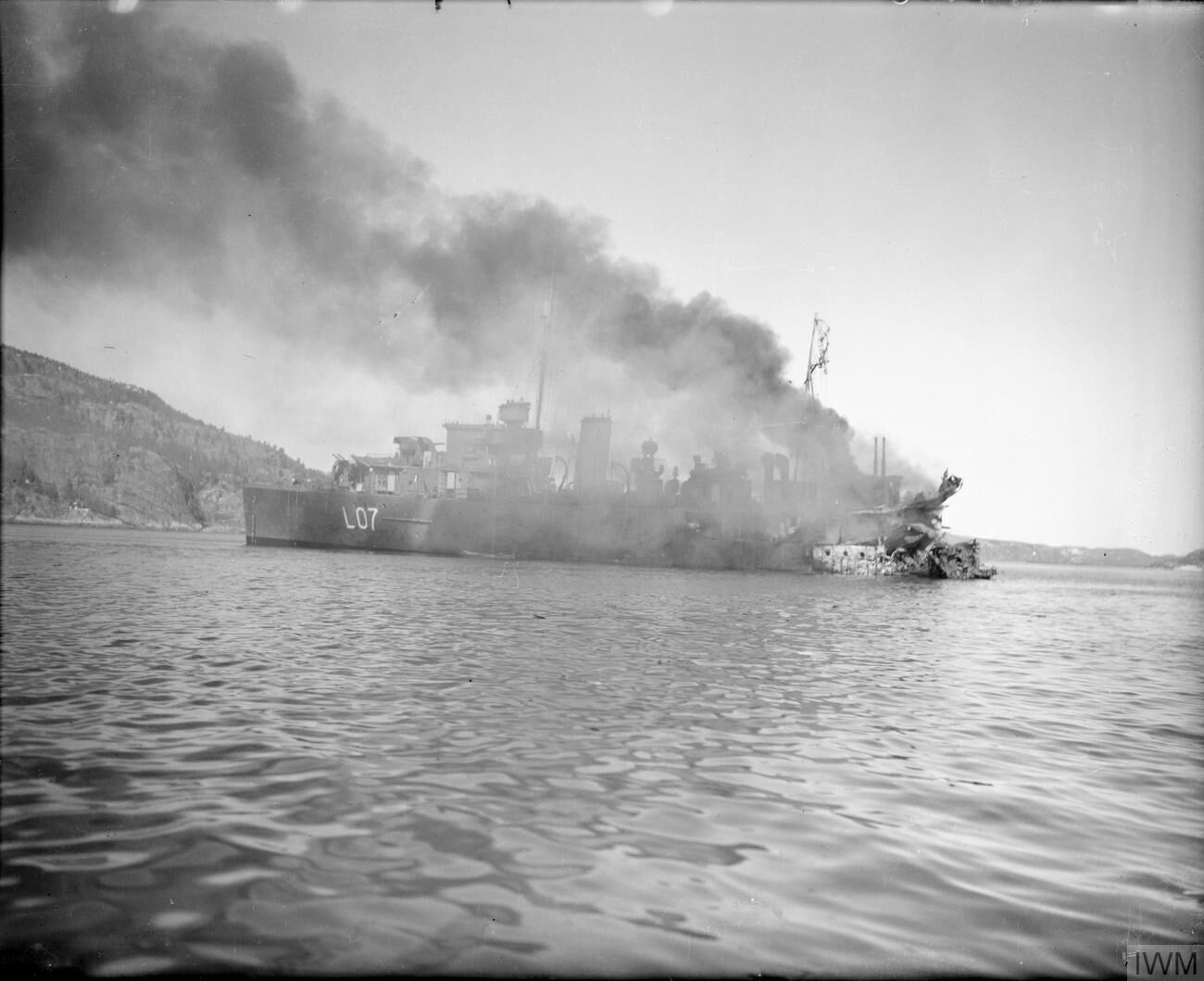
L'HMS Bittern in fiamme dopo essere stato colpito a poppa da una bomba aerea

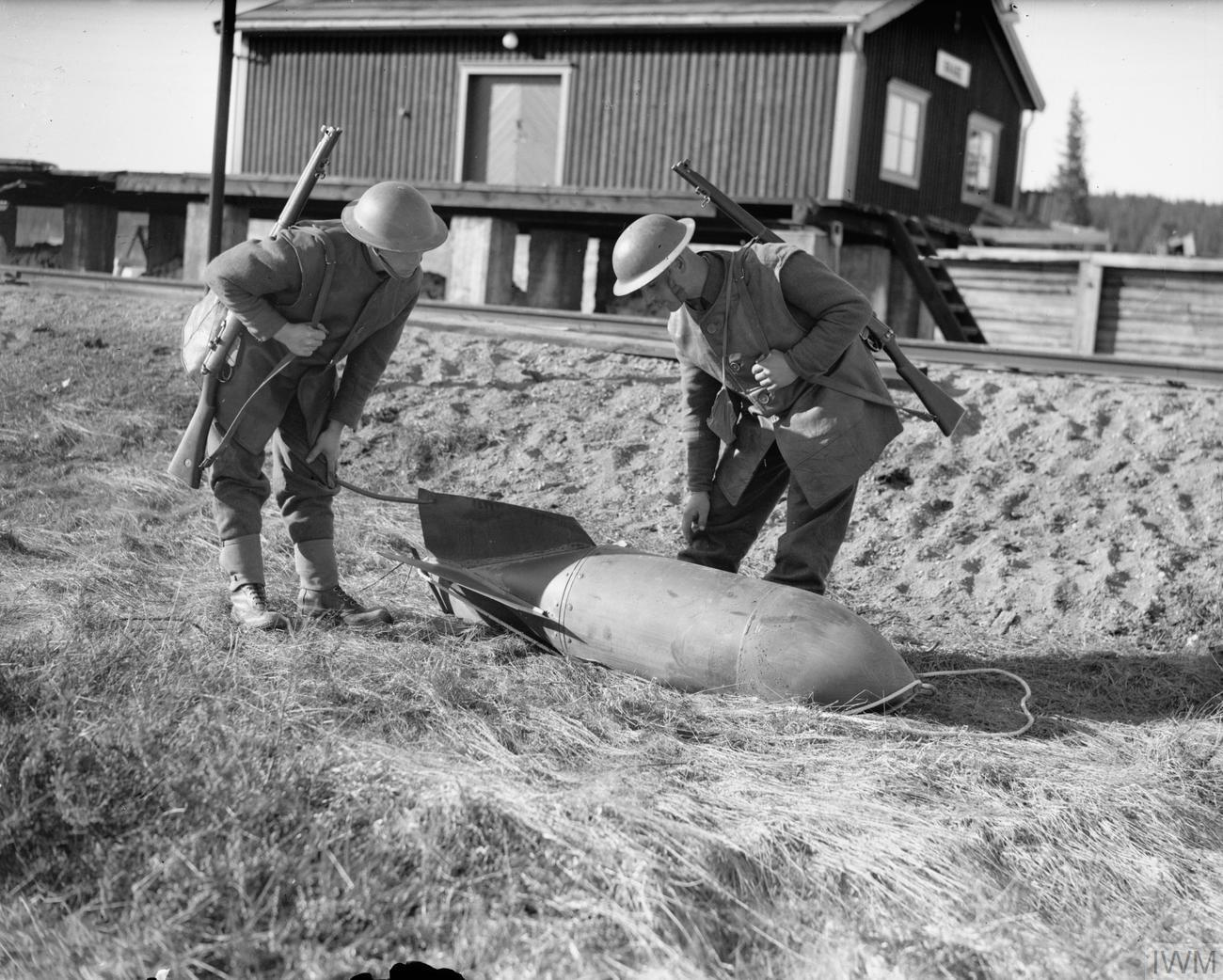
Soldati Alleati esaminano una bomba inesplosa presso la stazione di Grong, nell'aprile 1940

I bombardieri tedeschi distrussero la maggior parte di Namsos, il 20 aprile. L'attacco durò tutto il giorno e diverse case in legno, il terminal della ferrovia, una chiesa, il quartier generale francese e i due moli in legno bruciarono. Il molo in pietra venne invece solo danneggiato. Solo una nave Alleata era nel porto quando cominciò l'attacco. Quattordici bombardieri tedeschi si precipitarono sul peschereccio antisommergibile HMS Rutlandshire, danneggiandolo. La nave si spiaggiò e i sopravvissuti vennero mitragliati mentre erano ancora in acqua. Nessuno però venne ucciso e solo due furono feriti. Vennero in seguito recuperati dal cacciatorpediniere HMS Nubian, nave sorella dell'HMS Afridi.
I britannici si occuparono troppo di proteggersi dai sottomarini, lasciando i pescherecci antisommergibile vulnerabili agli attacchi aerei. Il 30 aprile, lo sloop HMS Bittern venne affondato da uno Junkers Ju 87. Il 1º maggio, tre pescherecci inglesi, l'HMS Gaul, St. Goran e Aston Villa furono distrutti dagli aerei tedeschi. L'HM Trawler Arab evacuò l'equipaggio del St. Goran. Dal 28 aprile al 2 maggio, l'Arab sopravvisse a 31 attacchi aerei; il suo capitano, Richard Been Stannard, del Royal Naval Reserve, ricevette la Victoria Cross per le sue azioni durante questi cinque giorni.
La Forza Aerea Reale norvegese non aveva unità nelle vicinanze. L'unica presenza aerea alleata fu quella che supportò il primo sbarco britannico. Alcune pattuglie vennero organizzate molto al largo ed effettuate da diversi caccia biplani obsoleti Gloster Gladiator, a bordo della portaerei HMS Glorious. Secondo gli inglesi, essi abbatterono tre aerei tedeschi. Circa diciotto Gladiator vennero spostati dalla portaerei al lago ghiacciato di Lesjaskogsvatnet, presso Lesjaskog, tuttavia troppo a sud per poter aiutare le truppe a Namsos.

## Il ritiro
Gli alleati decisero allora di ritirarsi dal paese.
Il 28 aprile, il generale de Wiart ricevette l'ordine di evacuare Namsos e, il 29, un convoglio di cacciatorpediniere, tre britannici e uno francese, lasciarono il porto di Scapa Flow in Scozia, sotto il comando di Lord Louis Mountbatten, per evacuare le truppe. Una grande forza navale seguì a distanza il convoglio per proteggerlo da eventuali attacchi tedeschi. Le navi furono bombardate il 1º maggio mentre attraversavano il Mare del Nord. A sera, incontrarono una nebbia fitta che costrinse gli Alleati a rinviare l'evacuazione fissata per quella notte.
Invece di attendere la notte seguente, Mountbatten avanzò con la sua nave il 2 maggio, in una pericolosa impresa. Nonostante la nebbia, la nave venne comunque bombardata. L'albero della nave spiccava sopra la nebbia dando un bersaglio ai bombardieri tedeschi. Quando Mountbatten oltrepassò la foschia poté vedere Namsos in fiamme sotto le bombe nemiche. Rendendosi conto che sarebbe stato un suicidio Mountbatten ordinò di ripiegare nella nebbia.
Il giorno seguente, il 3 maggio, l'ultimo giorno possibile per l'evacuazione, si presentò anch'esso con una fitta nebbia. 

### L'evacuazione delle truppe
L'ammiraglio John Cunningham, comandante delle forze navali nell'area, guidò il convoglio d'evacuazione con due incrociatori e quattro cacciatorpediniere, più l'incrociatore HMS York, cinque cacciatorpediniere e tre navi da trasporto. Oltrepassata l'estremità del fiordo videro Namsos ancora in fiamme, non sapendo però se i tedeschi se ne erano già impossessati oppure no. Avvicinatisi a terra, riconobbero de Wiart con 5 500 uomini pronti a salpare.
L'evacuazione cominciò alle ore 22:30. Due navi da trasporto furono in grado di raggiungere il molo danneggiato e caricare a bordo le truppe. I cacciatorpediniere presero a bordo altri uomini, portandoli poi allo York e alle altre navi da trasporto truppe, prima di prendere a bordo altri soldati. Mentre la retroguardia ingaggiava i tedeschi per coprire la fuga dei compagni gli ultimi soldati si affrettarono a salire a bordo dell'ultima nave, l'HMS Afridi, la quale poi, mentre ripiegava, sparò contro l'equipaggiamento abbandonato perché non finisse in mani tedesche. Erano le 2:20 del 4 maggio quando le navi lasciarono la baia.
Alle 4:30 i bombardieri tedeschi scovarono le navi in rotta di ritorno e la retroguardia della flottiglia venne ben presto bombardata. Gli Alleati vennero attaccati fino a pomeriggio inoltrato.
Durante il terzo attacco, il cacciatorpediniere francese Bison fu colpito nel deposito munizioni di prua ed esplose uccidendo 136 uomini. Un altro cacciatorpediniere tornò indietro per recuperare i superstiti che furono anche mitragliati in acqua. Non appena l'Afridi recuperò i marinai in mare venne colpita da due bombe, rovesciandosi e portando con sé un centinaio di uomini, inclusi alcuni uomini della Bison.
La contraerea britannica riuscì comunque ad abbattere diversi aerei tedeschi.
Il convoglio raggiunse poi la base britannica di Scapa Flow il 5 maggio.

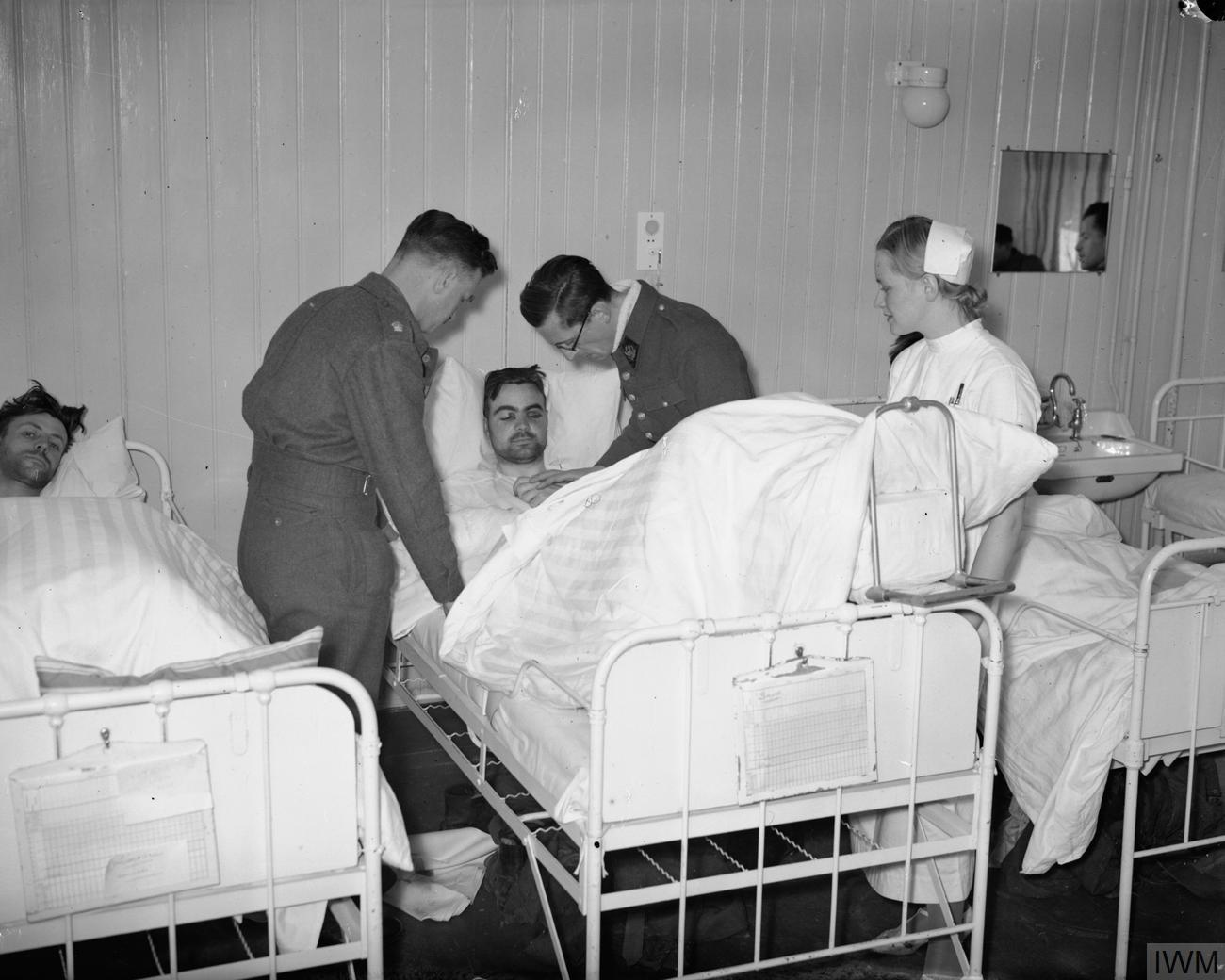
Ufficiali medici britannico e francese e un'infermiera norvegese mentre si occupano di un soldato britannico ferito, nell'ospedale di Namsos, nell'aprile 1940